# Blois
Blois là quận lỵ của quận Blois và tỉnh lỵ của tỉnh Loir-et-Cher, thuộc vùng hành chính Centre-Val de Loire của nước Pháp, có dân số là 48.600 người (thời điểm 2005).
Blois là thành phố du lịch với khoảng 40.000 dân. Trong thời kỳ Phục hưng, Blois là nơi cư trú chính thức của Vua Pháp.
Những năm qua, Blois đã giúp Huế trên nhiều lĩnh vực, trong đó có việc tiếp nhận sinh viên sang học tập tại Trường đào tạo kỹ sư Val de la Loire.

## Nhân khẩu học
| 1954   | 1962   | 1968   | 1975   | 1982   | 1990   | 1999   | 2005   |
| ------ | ------ | ------ | ------ | ------ | ------ | ------ | ------ |
| 28 190 | 33 838 | 42 264 | 49 778 | 47 243 | 49 318 | 49 171 | 48 600 |

## Những người con của thành phố
- Philippe Ariès, sử gia
- Gilbert Chapron, vận động viên boxing
- Philippe Gondet, vận động viên bóng đá đội tuyển quốc gia Pháp
- Louis XII, vua Pháp
- Denis Papin, được xem như là người phát minh ra nồi nấu áp suất
- Renée de France, con gái thứ hai của Louis XII
- Jean Eugène Robert-Houdin, nhà ảo thuật, được tưởng niệm với một viện bảo tàng riêng: Maison de la Magie
- Nicolas Vogondy, vận động viên đua xe đạp

Blois
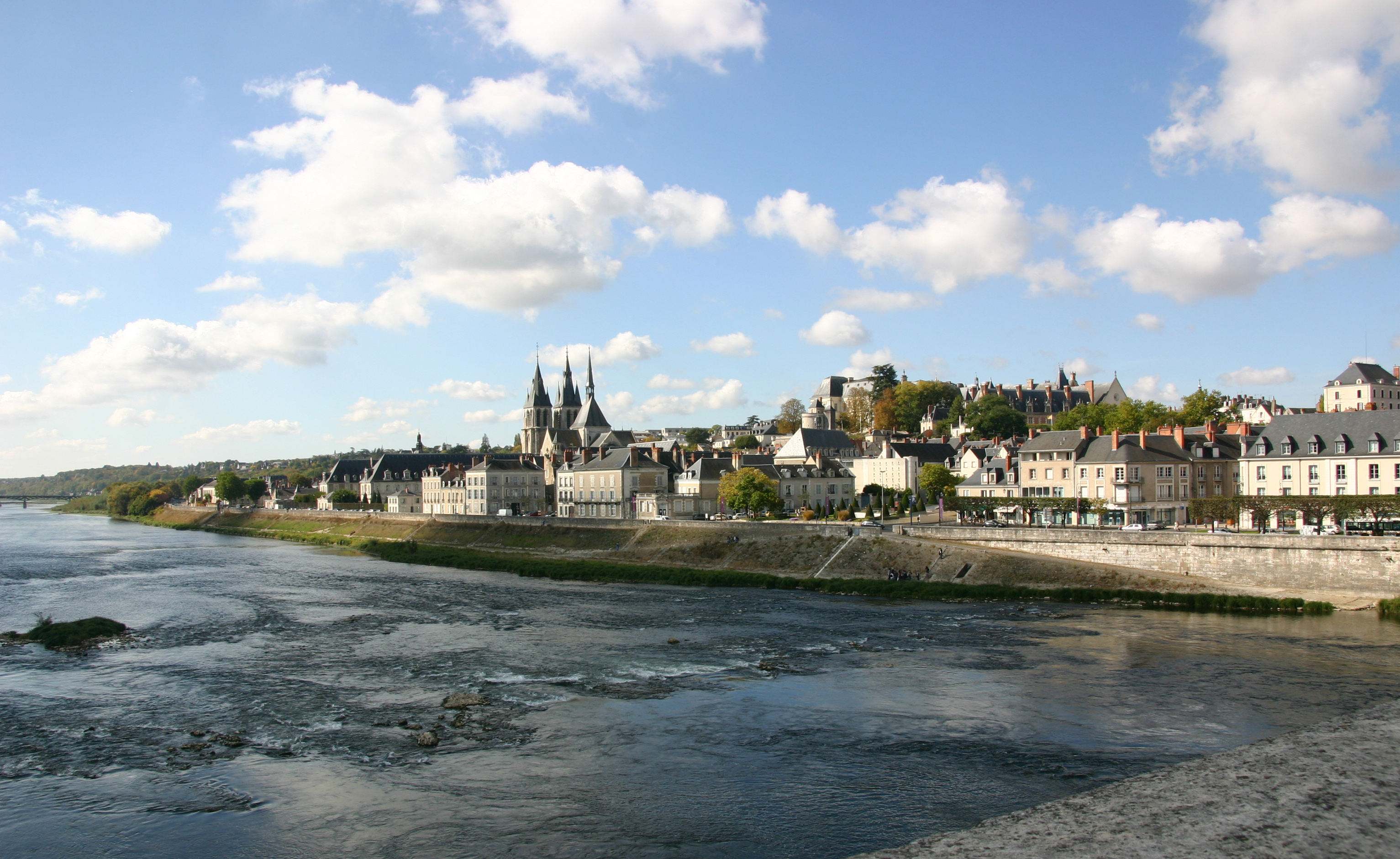
Blois, Loire
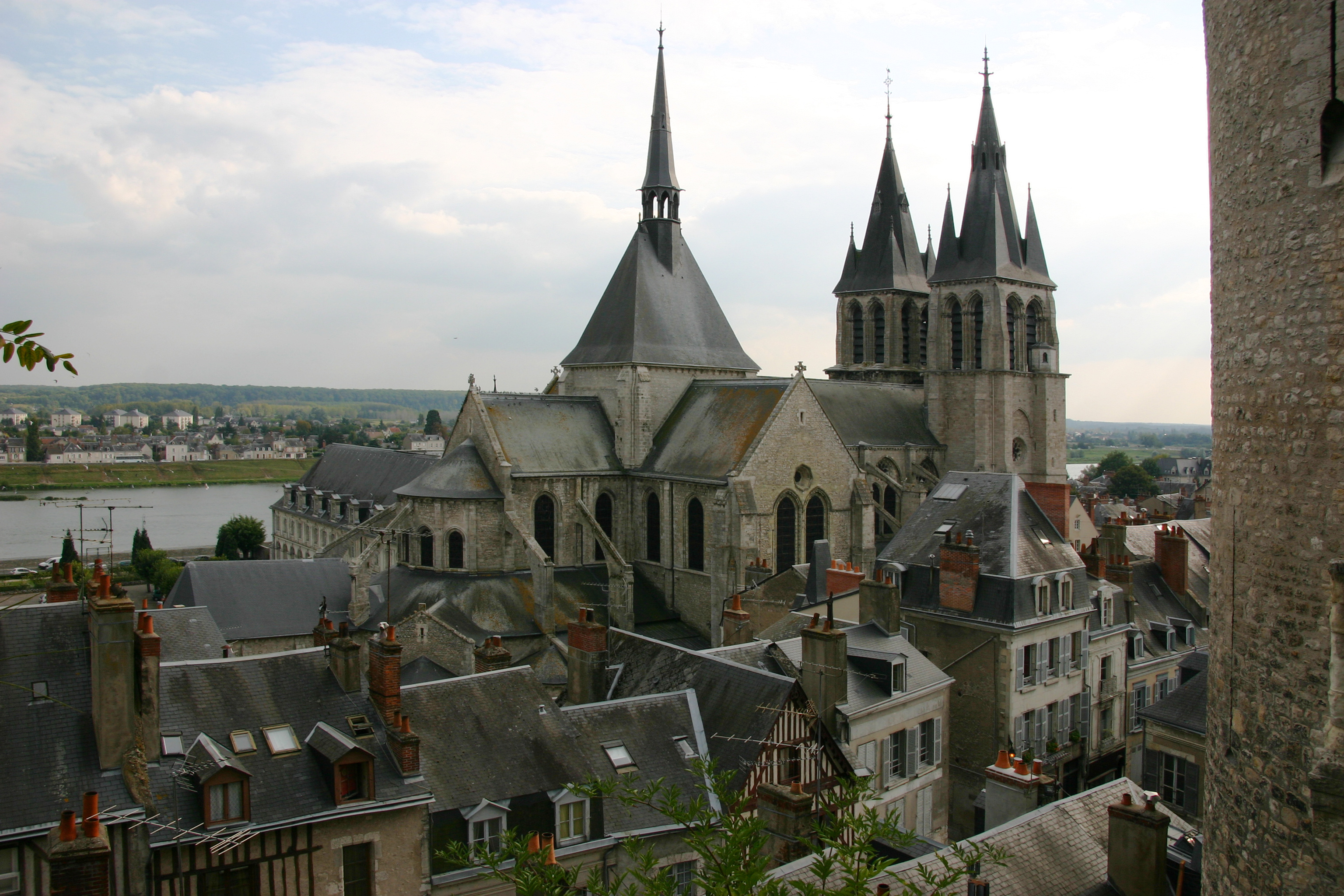
Saint-Nicolas-Saint-Lomer
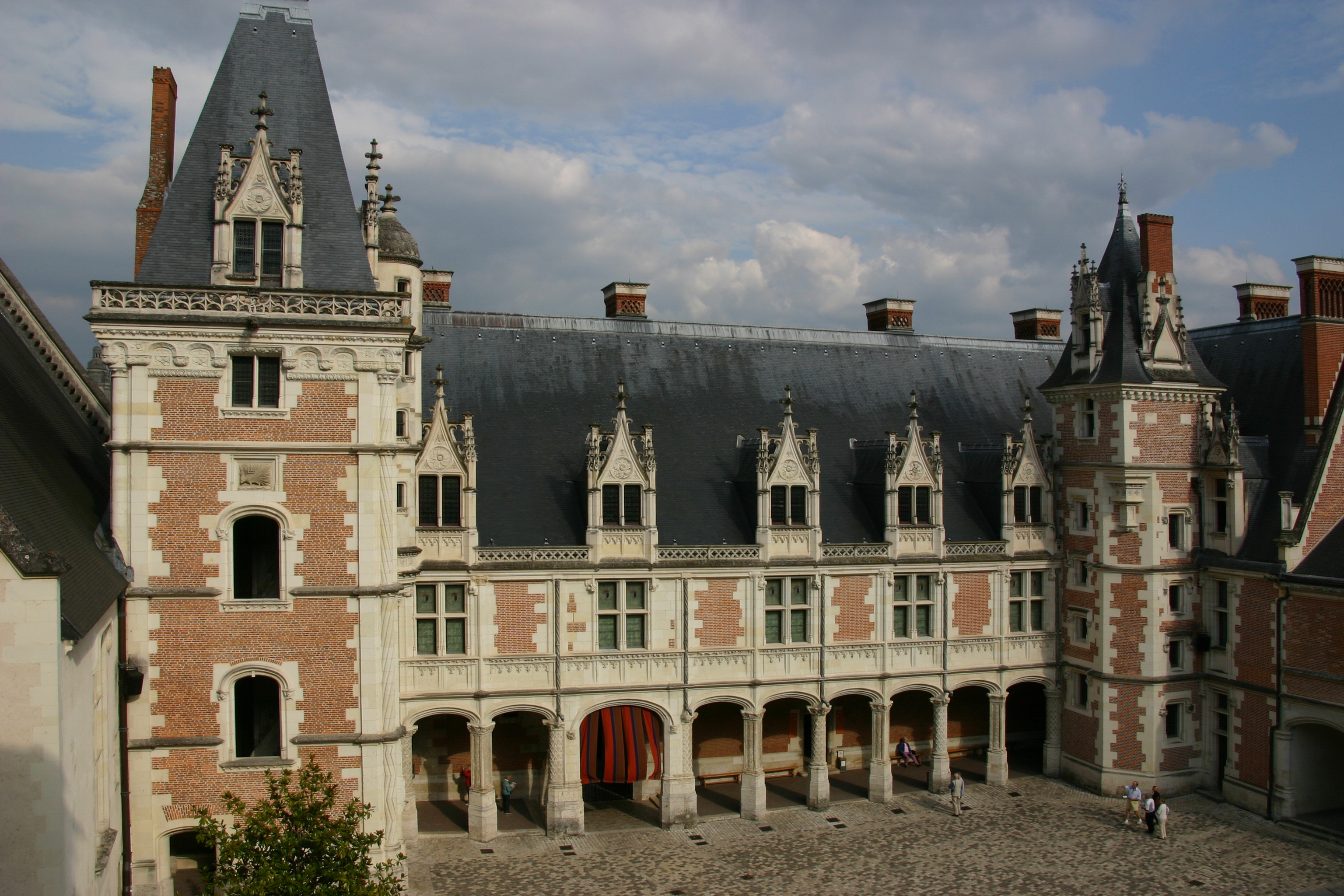
Château de Blois
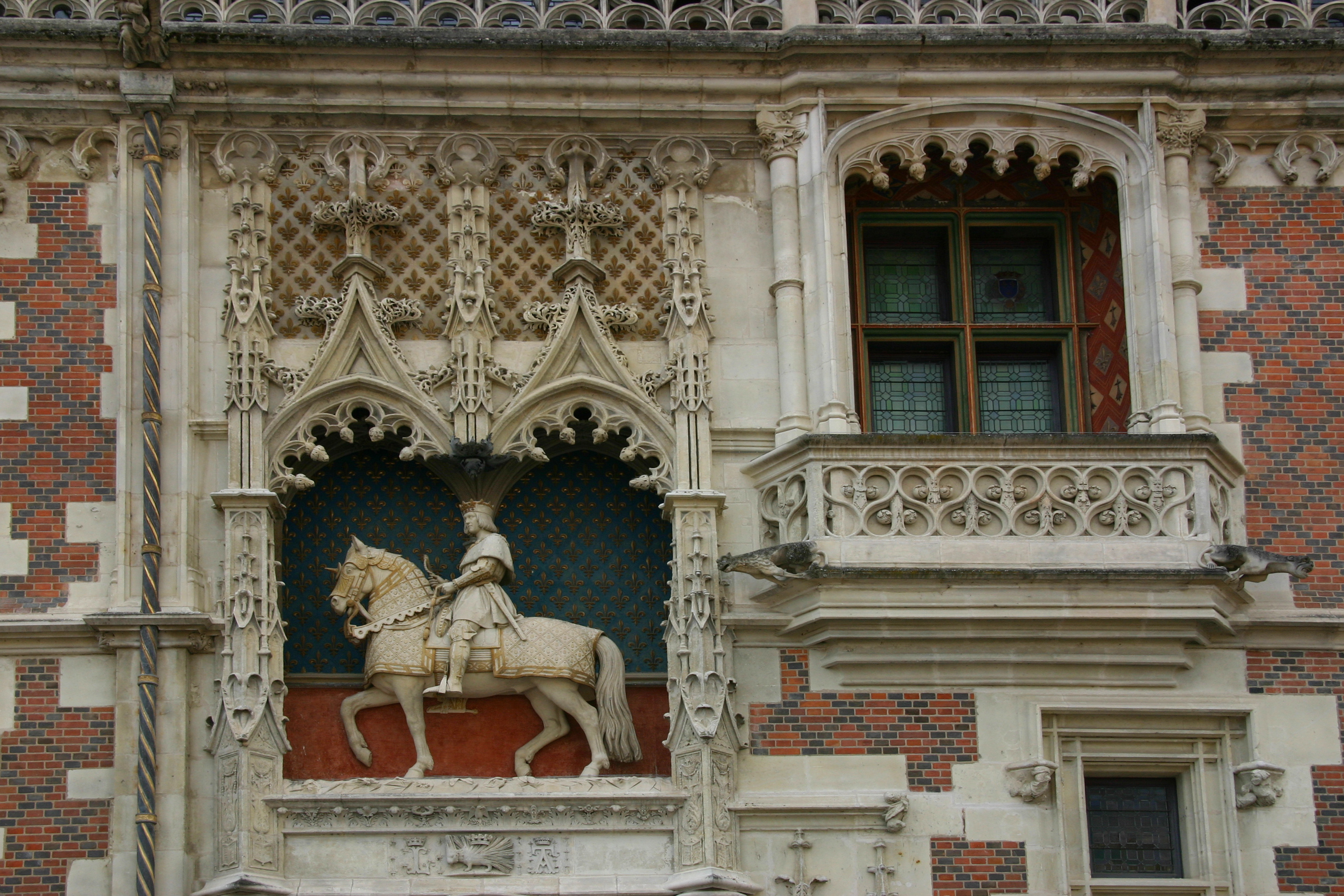
Château de Blois
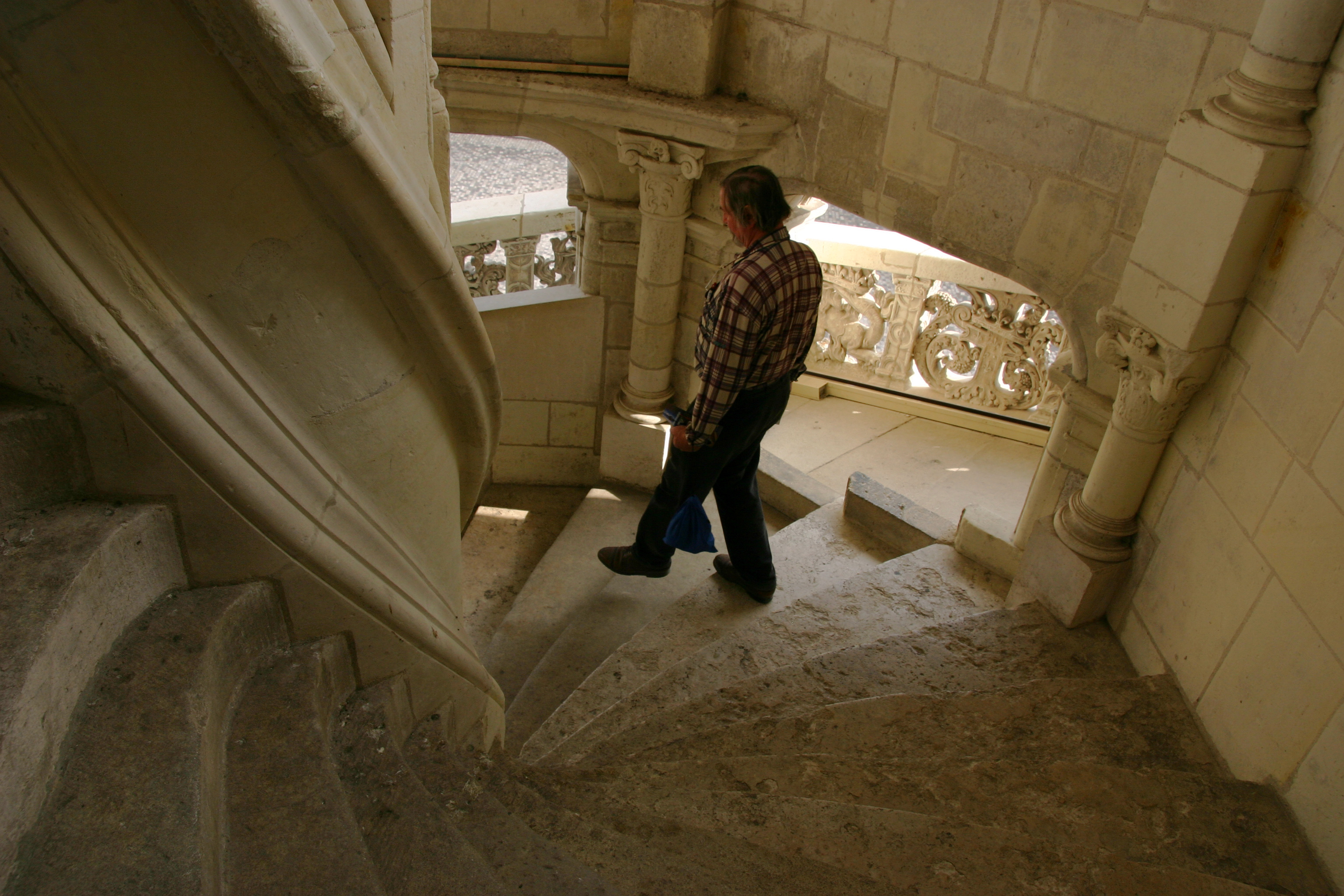
Interieur du château